# Schenandoa
Schenandoa o Schenandò, in inglese Skenandoa, Shenandoah, o Schenando (11 marzo 1706 circa – 1816) è stato un condottiero nativo americano.

## Biografia
Fu un cosiddetto "capo del pino", della tribù nativo americana degli Oneida. Schenandoa appoggiò gli inglesi contro i francesi nel corso della guerra dei sette anni. Durante la rivoluzione americana appoggiò i coloni americani contro gli inglesi, conducendo un battaglione di 250 guerrieri oneida e tuscarora verso New York.
Molti luoghi negli Stati Uniti portano il suo nome sotto l'ortografia "Shenandoah".
| Controllo di autorità | VIAF (EN) 78400490 · LCCN (EN) no98095798 |